# ماريو فولبي
ماريو فولبي من مواليد 18 مارس عام 1896 في نابولي بإيطاليا. درس الهندسة قبل دخوله أكاديمية الفنون الجميلة حيث تعلم الرسم والنحت. في عام 1912 ظهر كمساعد إضافي في صناعة الأفلام الإيطالية الصامتة، وفي عام 1914، لعب دور البطولة في الفيلم الإيطالي «مغامرات صحفي» للمخرج الدو موليناري، من إنتاج دار نابولي للأفلام، وفيلم «أكثر من الحب هو الحب» للمخرج البرتو كارلو لولي. واصل ماريو فولبي العمل حتى عام 1918 كمساعد مخرج. في عام 1920 انتقل إلى مونتالبانو فيلم فلورنس حيث بدأ العمل كمخرج وأخرج خمسة أفلام طويلة صامتة، بما في ذلك «السيد»، و«لا تقتل!» و«الغموض» و «آس البستوني»، ثم غادر السينما ليكرس نفسه للتدريس وأسس مدرسة تمثيل مع فالنتينو سولداني، لم تدم طويلاً.
التقى في باريس في عام 1930، بالإخوان بهنا، منتجي الأفلام في مصر، الذين عرضوا عليه إخراج أول فيلم صوتي للسينما المصرية بعنوان «أغنية الفؤاد» عام 1931 وصدر الفيلم عام 1932. ولأسباب عديدة لم يكن الفيلم نجاحًا شعبيًا لكن ماريو فولبي انتقل إلى مصر حيث أخرج ستة أفلام أخرى.
في عام 1937 عاد إلى إيطاليا، ولكن بعد الحرب فقط تمكن من إخراج بعض الأفلام مثل «الأختان» في عام 1950. وتوفي عام 1968 عن عمر يناهز 73 عامًا.

## قائمة أعماله في مصر
- فيلم «أنشودة الفؤاد» بطولة جورج أبيض ونادرة عام 1932.[10]
- فيلم «الاتهام» بطولة بهيجة حافظ وعزيز فهمي (لاعب كرة قدم بالنادي الأهلي) وزكي رستم عام 1934.[11]
- فيلم «الغندورة» بطولة منيرة المهدية وأحمد علام وبشارة واكيم عام 1935.[12]
- فيلم «ملكة المسارح» بطولة بديعة مصابني ومختار عثمان عام 1936.[13]
- فيلم «ليلى بنت الصحراء» بطولة بهيجة حافظ وحسين رياض عام 1937.[14]
- فيلم «الحب المورستاني» بطولة أمينة محمد ومحمود المليجي عام 1937.[15]
- فيلم «ليلى البدوية» بطولة بهيجة حافظ وجميل حسين وزكي رستم عام 1944.[16]

## وصلات خارجية
- ماريو فولبي على موقع السينما
- ماريو فولبي على موقع IMDB
- ماريو فولبي على موقع تي في جايد
- ماريو فولبي على موقع فري جورنال
- ماريو فولبي على موقع كاروهات